# Smilisca sordida
Smilisca sordida és una espècie de granota que viu a Colòmbia, Costa Rica, Hondures, Nicaragua i Panamà.